# درز لامی
درز لامی (انگلیسی: Lambdoid suture) بین استخوان‌های آهیانه و پس‌سری واقع شده است.
با اتصال Asterion دو طرف به هم طوری که از Lambda بگذرد، مسیر آن به دست می‌آید.

## نگارخانه

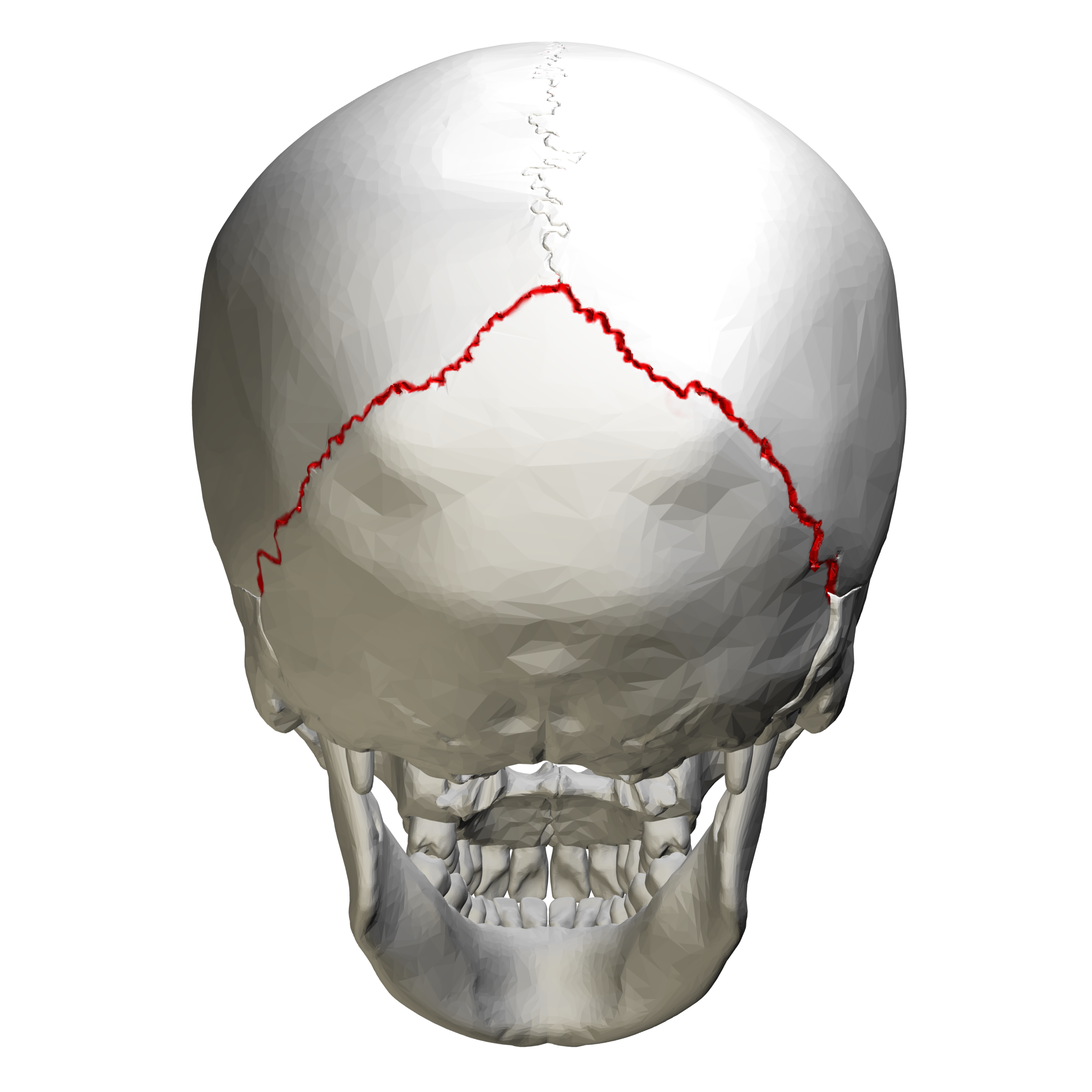
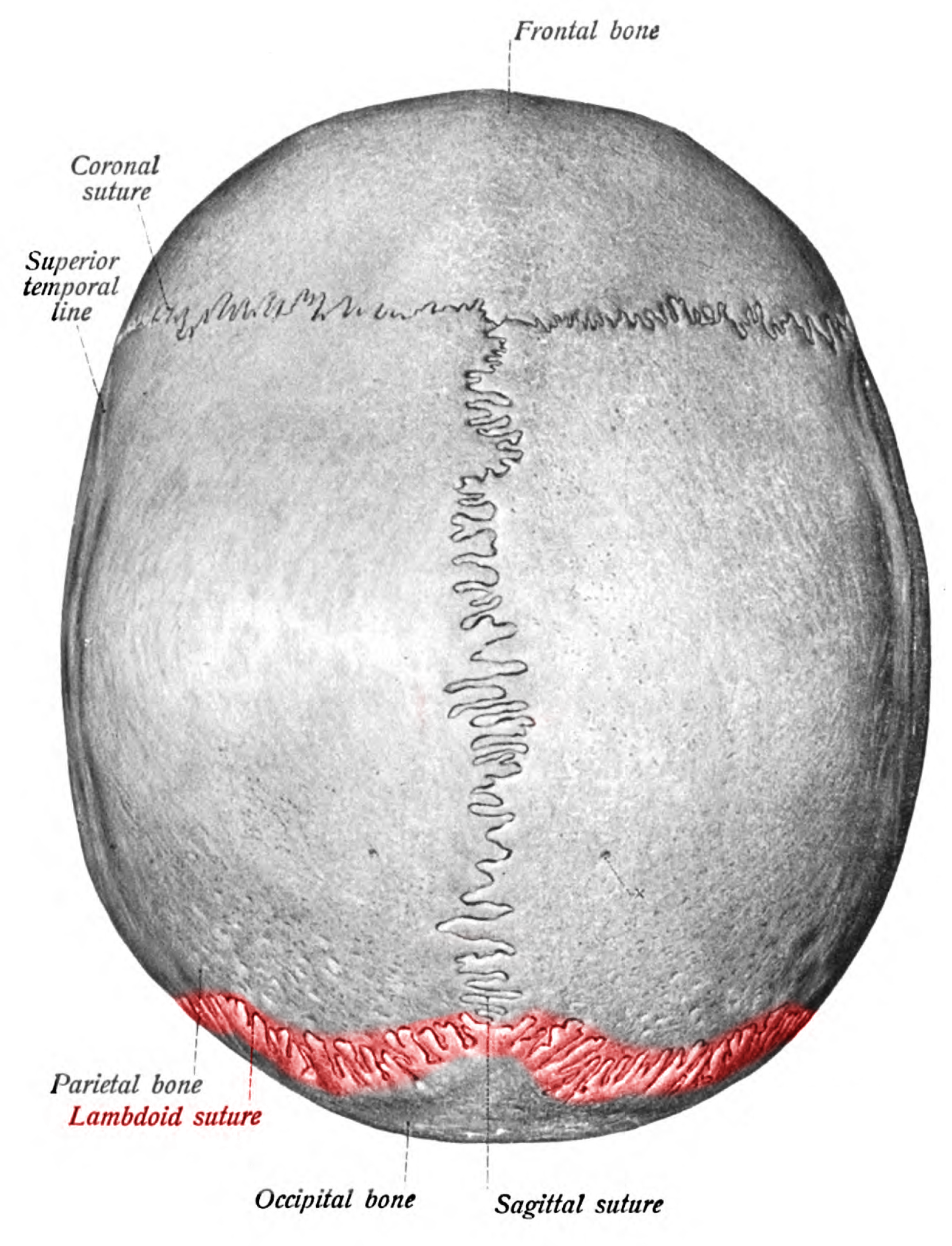
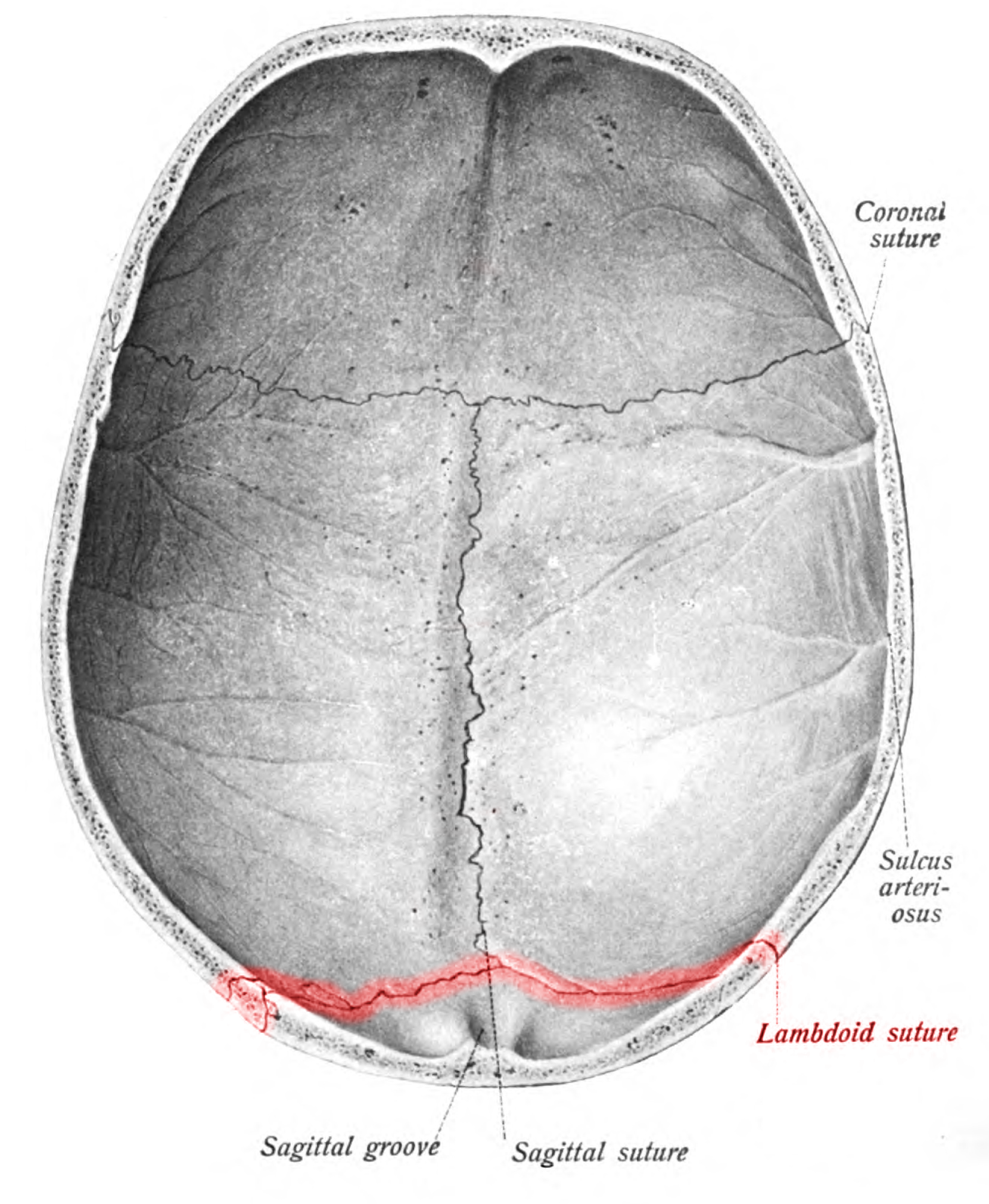
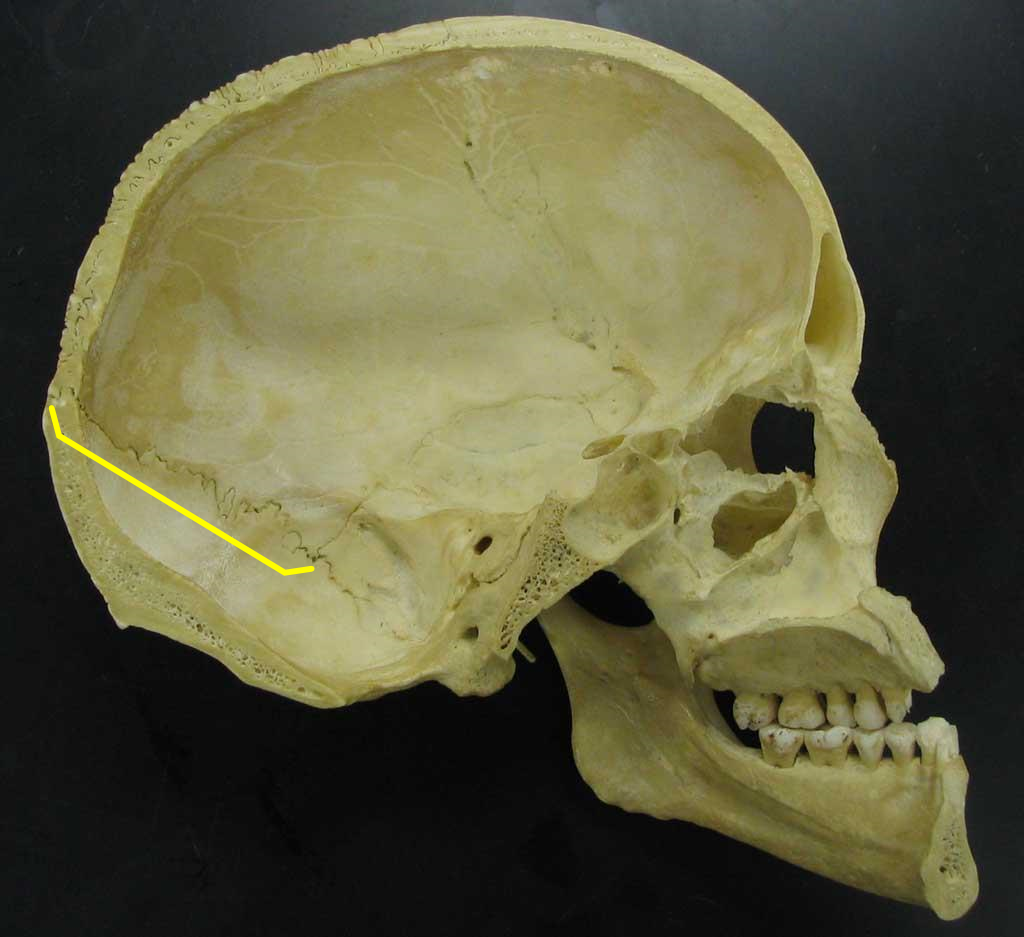
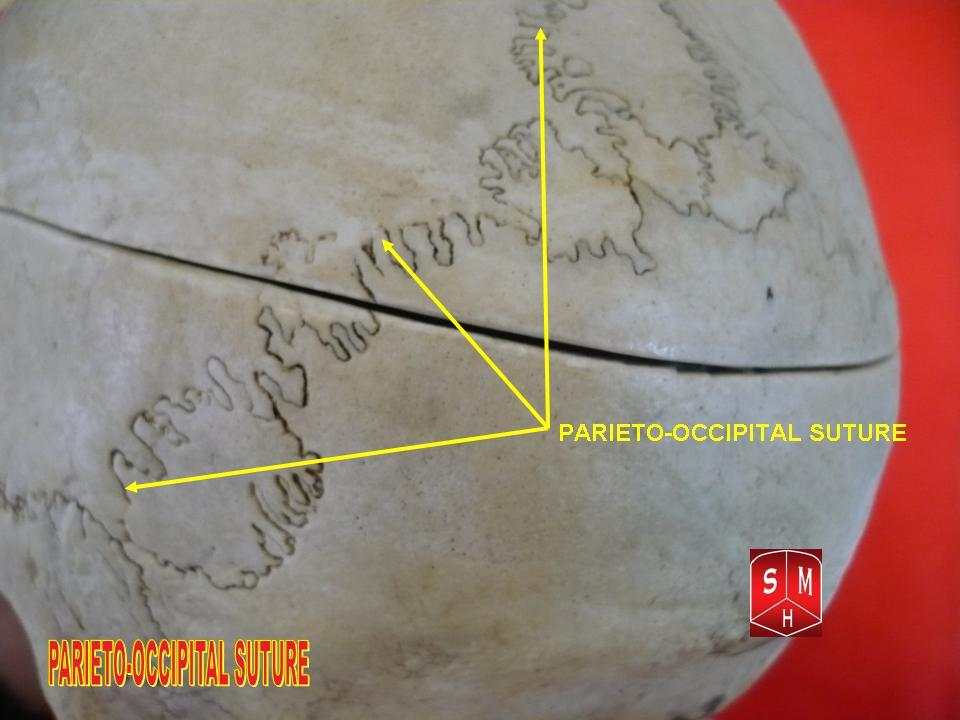